# Maejor Ali
Brandon Michael Green (* 23. Juli 1988 in Southfield, Michigan), besser bekannt unter seinen Künstlernamen Maejor Ali, Maejor und Bei Maejor, ist ein US-amerikanischer Singer-Songwriter und Musikproduzent aus Detroit. Seine Singles sind den Genres R&B, Hip-Hop und Pop zuzuordnen. Seit 2015 ist er gemeinsam mit dem niederländischen DJ und Produzenten Martin Garrix unter dem Namen Area 21 aktiv.

## Karriere
Nach seinem Abschluss an der University of Michigan im Jahr 2008 zog er nach Atlanta (Georgia) und schloss sich dem Produktionsteam von Ne-Yo an. Am 4. August 2010 veröffentlichte er sein erstes Mixtape Upside Down mit Gastbeiträgen von Keri Hilson, Trey Songz, Drake and T-Pain. Im selben Jahr wurde er für seine Arbeit an Trey Songzs Album Passion, Pain & Pleasure für einen Grammy Award nominiert. 2011 wurde er erneut für einen Grammy Award nominiert, diesmal für Monicas Album Still Standing.
Seine 2012 veröffentlichte Single Lights Down Low wurde als offizieller Soundtrack der Boston Celtics in den NBA Playoffs verwendet. 2013 veröffentlichte er zusammen mit Juicy J und Justin Bieber mit Lolly seine bisher erfolgreichste Single. Sie erreichte Platz 56 der UK Singles Charts, Platz 19 der Billboard-Hot-100-Charts und Platz fünf der Billboard Hot R&B/Hip-Hop Songs.
Am 1. April 2016 veröffentlichte er mit Martin Garrix als Area 21 über dessen Plattenlabel „STMPD Records“ das Lied Spaceships als Free-Download. Eine weitere Produktion mit dem Projekt trägt den Titel We Did It und wurde beim Ultra Music Festival 2016 premiert. Am 20. Mai 2016 wurde ein weiterer Track als Area 21 mit dem Namen Girls veröffentlicht.
Bisher hat er für Künstler wie Trey Songz, Justin Bieber, Tinie Tempah, Keri Hilson, LeToya Luckett, Ciara, T-Pain, Ne-Yo, Wiz Khalifa, Tiësto, Three 6 Mafia, will.i.am, R. Kelly und Iggy Azalea Songs geschrieben oder produziert.

## Diskografie

### Mixtapes & EPs
- 2010: Upside Down[4]
- 2010: Upside Down 2[5]
- 2011: ThrowBack[6]
- 2012: Upscale[7]
- 2012: MaejorMaejor[8]
- 2014: Spirit EP[9]

### Singles
- 2009: She Ain’t You
- 2010: Drunk In the Club
- 2010: Drunk In the Club (Logan de Gaulle Remix) (feat. Clinton Sparks)
- 2010: End of the Night
- 2010: Kisses in the V.I.P.
- 2010: Order What U Want
- 2010: BarberShop Talk (The Explanation) (feat. Clinton Sparks)
- 2010: Gone
- 2010: Gone (Remix) (feat. Kid Ink)
- 2010: All Night
- 2010: Boxers
- 2010: Raindrops
- 2010: Gamez feat. (feat. Keri Hilson)
- 2010: I’m on It (feat. T-Pain)
- 2010: Drinks On Me (feat. Trey Songz)
- 2010: July (feat. Drake & Jhené Aiko)
- 2010: She Was (A Broken Love Story)
- 2010: Facelifts & Waterfalls
- 2010: Right Now
- 2010: Let Me Know
- 2010: Sing a Lil Song
- 2010: Upside Down (feat. Jack Johnson)
- 2010: Wife U Up
- 2010: Hit Me Up Angel
- 2010: Impressed
- 2010: Bootleg
- 2010: PaperBoy (feat. Big Shan)
- 2010: U Know How It Go (feat. Attitude)
- 2010: Rollin
- 2010: Teardrops & Telephone Calls
- 2010: Count On Me (Interlude)
- 2010: Count On Me
- 2010: One More Chance (Playin' Our Song)
- 2011: Girl Flex
- 2011: Racks (Piano Remix)
- 2011: Upside Down 2
- 2011: I Wish
- 2011: We Maejor Gon’ Make It
- 2011: But Not Tho... But So Tho...
- 2011: First of tha Month
- 2011: Heavenly Beautiful
- 2011: It’s On U
- 2011: The La La Song
- 2011: Still Ballin’
- 2011: Something Else
- 2011: Boy Meets Girl
- 2011: Sexy Lil Sumthin (feat. Bryan J)
- 2011: Worth About A Milly
- 2011: I’m On One (Piano Remix)
- 2011: Everything I Do
- 2011: Voicemail Luv
- 2011: Single (Bonus)
- 2011: Trouble (feat. J. Cole)
- 2011: Trouble (Remix; feat. Juelz Santana & Wiz Khalifa)
- 2011: Trouble (Remix; feat. Wale, Trey Songz, T-Pain & J. Cole)
- 2012: Lights Down Low (feat. Waka Flocka Flame)
- 2012: Don’t Stop
- 2012: Let Them Go
- 2012: Moments
- 2012: Party At The Crib
- 2012: Fitness
- 2012: Special
- 2012: Enterlude
- 2012: Flying Paper Planes
- 2012: Mesmerized
- 2012: Freak Side
- 2012: The Truth
- 2012: I’m Dying
- 2012: Pillz
- 2012: Good Nights
- 2012: Exitlude
- 2012: Diamond
- 2012: Prayers for the Young Soul
- 2012: Make It Home
- 2012: Party at the Club
- 2012: Big Girl Big City
- 2012: Little Haters
- 2012: Dream Killers (feat. E Miles)
- 2012: Can’t Believe
- 2012: Enterlude Freestyle Music (Maejor Music)
- 2012: ExitLude (Fortune)
- 2012: Angel On Earth
- 2012: Bundle of Joy
- 2012: It’s On
- 2012: Sing a Lil Song Pt 2
- 2012: Show Me
- 2012: Till We Get It Right
- 2012: I Fall to Pieces
- 2012: The Rebel Kids
- 2012: In Love
- 2012: Just a Feelin’
- 2012: Show Off
- 2012: Swim Well (Swim Good Piano Remix)
- 2012: I’m Ragin (feat. Sam Adams)
- 2012: Rewind
- 2012: Bout That Life
- 2013: Trouble (Remix; feat. Pullout, TreySongz, T-Pain, Wale & J. Cole)
- 2013: Lolly (feat. Juicy J and Justin Bieber)
- 2014: Me and My Team (feat. Trey Songz & Kid Ink)
- 2014: Tell Daddy (feat. Ying Yang Twins & Waka Flocka Flame)
- 2014: End of the Night (mit Sonny Bo)
- 2014: Bitch U Guessed It (Piano Remix)
- 2014: We Don’t Talk No More
- 2014: You Know
- 2014: Say It
- 2014: Protected
- 2014: All About That Bass (feat. Justin Bieber)
- 2015: Big Girls (feat. Ying Yang Twins & Waka Flocka Flame)
- 2015: Get You Alone (feat. Jeremih)
- 2015: Rich!
- 2015: Me and You
- 2015: We Ready
- 2015: Maejor Makes Beat Out of Toys

### Gastbeiträge
- 2010: She Got It Made (mit Plies)
- 2010: Ride (Remix; mit Ciara, André 3000 & Ludacris)
- 2010: Blowing Me Kisses (mit Soulja Boy)
- 2010: Thinkin Bout U (mit Diggy Simmons)
- 2010: Great Expectations (mit Diggy Simmons)
- 2011: Birthday Girl (mit Travis Porter)
- 2011: Start Me Up (mit Too Cool to Care)
- 2011: I Wish (Remix; mit Nelly)
- 2011: Radio (mit Hot Chelle Rae)
- 2011: Center of the Stage (mit T-Pain &R. Kelly)
- 2011: Start Me Up (mit New Boyz)
- 2011: So Addicted (mit Tinie Tempah)
- 2011: They Call Me (Ride to This) (mit Mike Posner)
- 2012: Magazine Cover (mit Jae Millz)
- 2012: Need a Reason (mit Kelly Rowland)
- 2012: Sexy Lil Somthin (mit Young Beebe)
- 2014: I Don’t Care (mit Kid Ink)

### Mit Martin Garrix als Area 21
- 2016: Spaceships
- 2016: Girls
- 2017: We Did It
- 2017: Glad You Came
- 2018: Happy
- 2019: Help

## Auszeichnungen für Musikverkäufe
| Goldene Schallplatte - Dänemark - 2013: für das Streaming Lolly | Platin-Schallplatte - Brasilien - 2024: für die Single Lolly |

| Land/RegionAuszeichnungen für Musikverkäufe (Land/Region, Auszeichnungen, Verkäufe, Quellen) | Gold  | Platin  | Verkäufe | Quellen             |
| -------------------------------------------------------------------------------------------- | ----- | ------- | -------- | ------------------- |
| Brasilien (PMB)                                                                              | —     | Platin1 | 60.000   | pro-musicabr.org.br |
| Dänemark (IFPI)                                                                              | Gold1 | —       | —        | ifpi.dk             |
| Insgesamt                                                                                    | Gold1 | Platin1 |          |                     |